# Kalendarium historii Radgoszczy
Radgoszcz – 3,5 km na NW od Międzychodu nad jeziorem Radgoszcz opisanym w 1462 r. W wieku XVI w powiecie poznańskim rok 1592,

## Toponimia i nazwy patronimiczne
W roku 1378 Radgoscze, 1398 Radgoscz, 1464 Radgosth 1470 Radgoszcz.

## Własność, kalendarium, wydarzenia

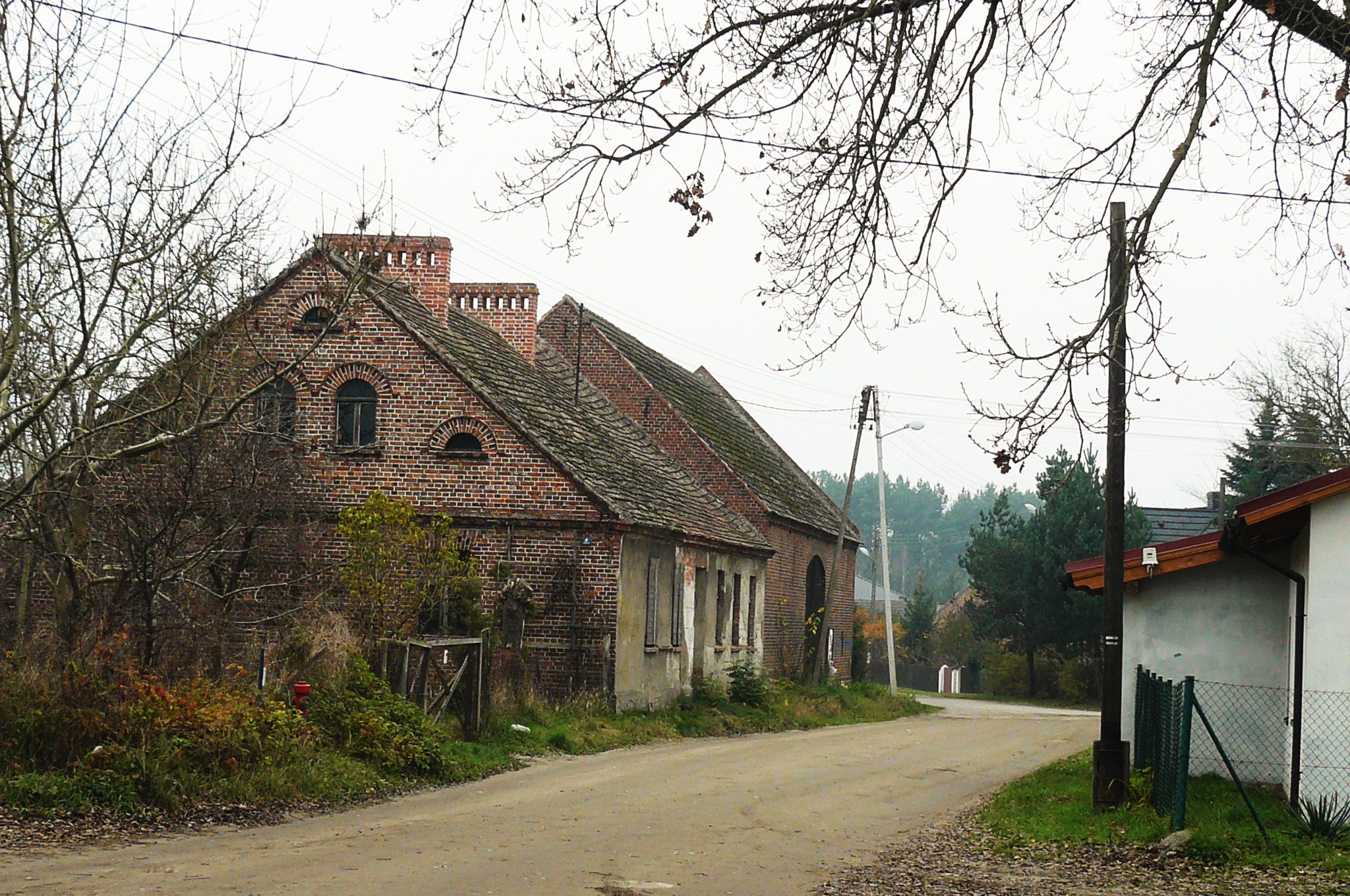
Stara architektura Radgoszczy

Własność klasztoru cysterskiego w Ząbrsku (obecnie Zemsko), potem szlachecka.
W XV wieku wieś Radgoszcz wraz z jeziorem Radgoszcz należały do dóbr Międzychód, które podzielone były po połowie między rody: Skórów z Gaju i Ostrorogów z Ostroroga.
- 1378 – Mikołaj opat i cystersi z Ząbrska dają kasztelanowi starogr. Mikołajowi (z Bytynia) wsie Michocin i Radgoszcz, w zamian klasztor otrzymuje wieś Rokitno[2].
- 1464 – Stanisław z Ostroroga Lwówka, Trzciela i Stobnicy wojewoda kaliski pozwany przez Piotra Bytyńskiego i Jana Baranowskiego z 1/2 m. Międzychód oraz z połowy przynależnych wsi, między innymi z Radgoszczy[4].
- 1470 –  Wojciech Skóra z Gaju kustosz gnieźnieński w dziale dóbr po ojcu otrzymuje od swych braci Andrzeja i Aleksandra 1/2 miasta Międzychód oraz połowy wsi, między innymi Radgoszcz[6].
- 1581–83 – dziedzicem jest Zofia z Tęczyna Ostrorogowa,
- 1591–97 – dziedzicem jest Jan z Ostroroga podczaszy koronny, syn Stanisława z Ostroroga i Zofii z Tęczyna.
- 1592 – tenże Jan Ostrorog sprzedaje z zastrzeżeniem prawa wykupu Janowi Opalińskiemu z Bnina kasztelanowi rogozińskiemu swe dobra, tj. m. Międzychód z wsiami, m.in. folwark Radgoszcz, na 1 rok za 8000 zł polskich[7],
- 1597 – tenże Jan Ostrorog sprzedaje Krzysztofowi Unrugowi z Nowego Szczawna w księstwie głogowskim miasto Międzychód z wsiami oraz folwarkiem Radgoszcz[8].

Odnotowane pobory
- 1580–83 – pobór z Radgoszcza: 1580 od owczarza od 40 owiec, od 1 pasterza[9];
- 1581–83 – pobór z Radgoszcza płaci Zofia z Tęczyna (wdowa po Stanisławie z Ostroroga kasztelanie międzychodzkim, zmarłym w 1568 r.)[10].

## Osoby i przywileje.
1462 do sołtysów z Radgoszczy należą dwa jeziora zwane Szczekowa – obecnie jeziora Szekeń Wielki i Szekeń Mały, leżą na NE od wsi Radgoszcz w Puszczy Noteckiej, prawo połowu ryb otrzymuje również Stanisław z Ostroroga (jako współwłaściciel dóbr Międzychód).

## Kościół i jego uposażenie
1591 Jan z Ostroroga dziedzic w Grodzisku i Międzychodzie odnawia uposażenie kościoła w Międzychodzie (przy okazji przywrócenia go katolikom), do którego należy między innymi dziesięcina snopowa z folwarków Wielawieś [k. Międzychodu, obecnie Wielowieś] i Radgoszcz.

## Zabytki archeologiczne i architektoniczne
Około 500 m na SE od wsi Radgoszcz, na skraju wyniesienia przy wschodnim brzegu jeziora (Radgoszcz jezioro), znaleziono ślady osadnictwa (kilka fragmentów naczyń obtaczanych) z X-XI w.